# 摂津名所図会

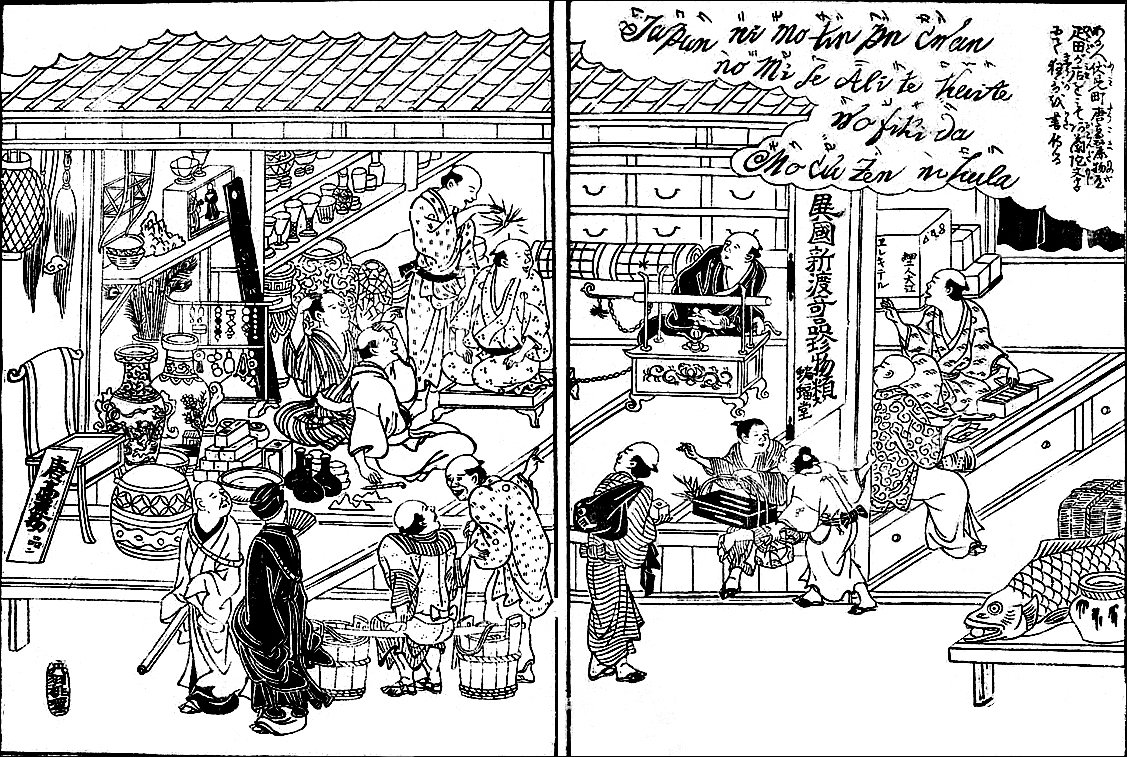
唐物屋 『摂津名所図会』四巻上

『摂津名所図会』（せっつめいしょずえ、『攝津名所圖會』）は、摂津国の名所を絵画と文章で紹介した地誌である。
京都の町人・吉野屋為八が計画し、1796年（寛政8年）-1798年（寛政10年）に刊行された。全9巻12冊の体裁で編纂され、立項された名所は1300以上、図会は計312図が掲載されている。旧来の名所案内記類の記事を集大成し、美麗な挿絵を備え、現地取材に基づく最新情報が盛り込まれたため、ガイドブックとして至便であり、大田南畝など自作に用いる戯作者もいた。

## 概要
編集は俳諧師・秋里籬島が担当し、絵は『名物浪花のながめ』（絵本）や『鳥羽絵欠び留』などを描いていた絵師・竹原春朝斎が担当。秋里籬島による名所の由来記、竹原春朝斎による俯瞰図を多用した挿絵が特徴である。この2人は、1780年（安永9年）に刊行された京都の案内書『都名所図会』（全6巻11冊）を皮切りに、その後、吉野屋為八が企画した多くの「名所図会」を手がけていた。
本作の特徴として、竹原春朝斎など複数の絵師が図会を分担して描いている点があげられる。これまでの名所図会シリーズでは、一人の絵師が全ての図会を担当していたが、本書編纂において複数の絵師が図会を分担することが試みられ、『東海道名所図会』などにつながる大きな特徴となっている。竹原春朝斎が半数以上を担当し、丹羽桃渓がこれに次いで多くの図会を担当していることがわかる。他の絵師については、春朝斎の息子である春泉斎は第1巻から参加しているが、その総数は少なく、石田友汀・下河原維恵は第7巻9冊目から図会を担当し、楠亭・中村中和が担当したのはそれぞれ1図のみであった。また、本書では、1つの図会が複数頁にわたってその構図が一致し、前後の図会が接合できる、いわゆる「連続する風景」ともいえる表現が30か所ほど確認できる。
秋里籬島、竹原春朝斎が中心となった大坂シリーズには、この『摂津名所図会』以外に、『河内名所図会』『和泉名所図会』『住吉名所図会』があった。なお、歌川広重にも『浪花名所図会』がある。また東都の『江戸名所図会』が刊行されるのは、この『摂津名所図会』刊行の約40年後のことである。

## 内訳
摂津名所図会は、まず後部となる7-9巻（3巻4冊）を1796年（寛政8年）に刊行し、2年後の1798年（寛政10年）に前部となる1-6巻（6巻8冊）を刊行した。これを合わせて9巻12冊となる。
| 巻   | 郡名           | 冊数 |
| ---- | -------------- | ---- |
| 一巻 | 住吉郡         | 1    |
| 二巻 | 東生郡         | 1    |
| 三巻 | 東生郡・西成郡 | 1    |
| 四巻 | 大坂部 上      | 1    |
| 四巻 | 大坂部 下      | 1    |
| 五巻 | 島上郡・島下郡 | 1    |
| 六巻 | 豊島郡・河辺郡 | 1    |
| 六巻 | 河辺郡         | 1    |
| 七巻 | 武庫郡・菟原郡 | 1    |
| 八巻 | 八部郡 上      | 1    |
| 八巻 | 八部郡 下      | 1    |
| 九巻 | 有馬郡・能勢郡 | 1    |

## 類似作
大阪の地誌
- 『住吉名所図会』 秋里籬島著・岡田玉山画 1795年（寛政7年）
- 『和泉名所図会』 秋里籬島著・竹原信繁画 1796年（寛政8年）
- 『河内名所図会』 秋里籬島著・丹羽桃渓画 1801年（享和元年）
- 『天保山名所図会』 暁鐘成著画 1835年（天保6年）
- 『摂津名所図会大成』 暁鐘成著・松川半山・浦川公佐画 1855年（安政2年）以後
- 『浪華の賑ひ』 暁鐘成著・松川半山画 1855年（安政2年）
- 『浪花名所図会』 歌川広重画
- 『浪花百景』 一養斎芳瀧・南粋亭芳雪・一珠斎国員著画